# Anquises

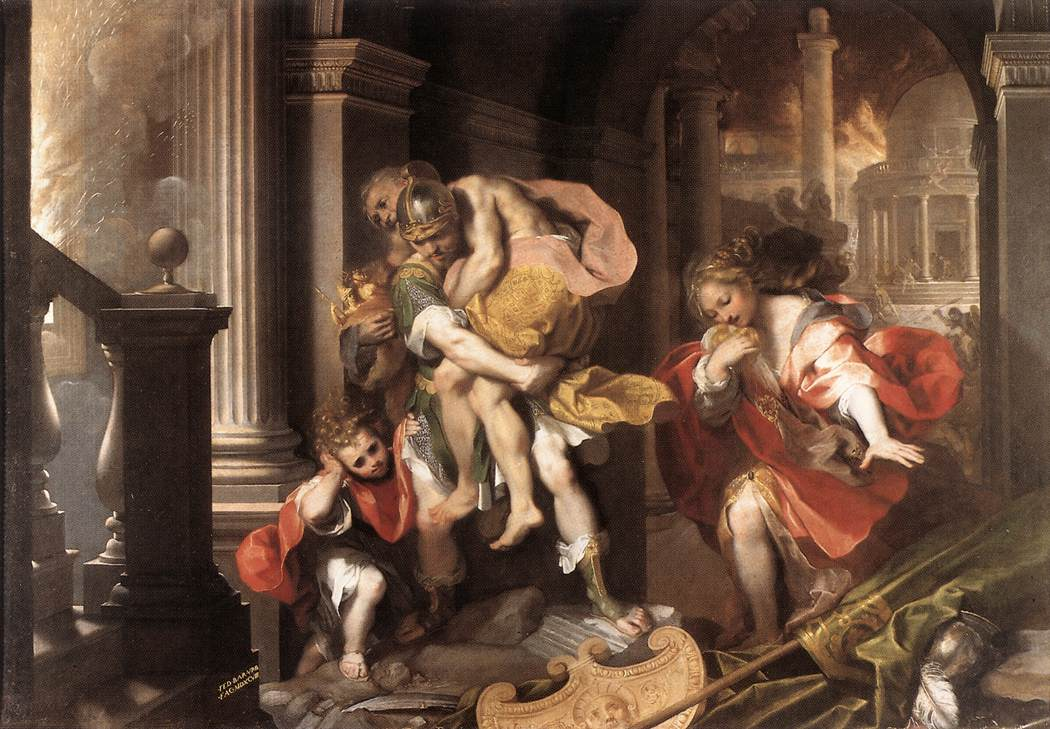
Eneias escapa de Troia em Chamas, Federico Barocci, 1598

Anquises, na mitologia grega, foi um príncipe troiano, primo do rei Príamo. Em sua época, Anquises era conhecido por possuir seis excelentes cavalos (algo valorizado na época, uma vez que os troianos eram exímios cavaleiros) e por ter sido amante mortal da deusa Afrodite, com quem teve o filho Eneias - que conduziu os sobreviventes da destruição de Troia ao final da Guerra de Troia para fundar uma nova cidade.

## Família
Originário da Dardânia, território vizinho a Troia, Anquises era filho de Cápis e de Temíste.
Seu pai, Cápis, era filho de Assáraco e Hieromneme, filha de Simóis. Assáraco era filho de Tros e Calírroe. Sua mãe, Temíste, era uma filha de Ilo II. Ilo II era outro filho de Tros e Calírroe, foi o fundador de cidade de Ílio e pai de Laomedonte, pai de Podarces.
Anquises teve dois filhos com Afrodite: Eneias e Liro, que morreu sem filhos.
Anquises também foi o pai de Hipodâmia, esposa de Alcatos; Alcatos foi morto por Idomeneu com a ajuda de Posidão, que cegou Alcatos e paralisou os seus membros para que não conseguisse fugir.

## Cavalos
Era dono de seis cavalos extraordinários, que obteve cruzando suas éguas secretamente com os garanhões pertencentes ao rei Laomedonte (presentes de Zeus ao seu pai Trós, após levar seu filho Ganímedes). Dois deles foram dados a seu filho Eneias para que os usasse durante a Guerra de Troia.

## Encontro com Afrodite

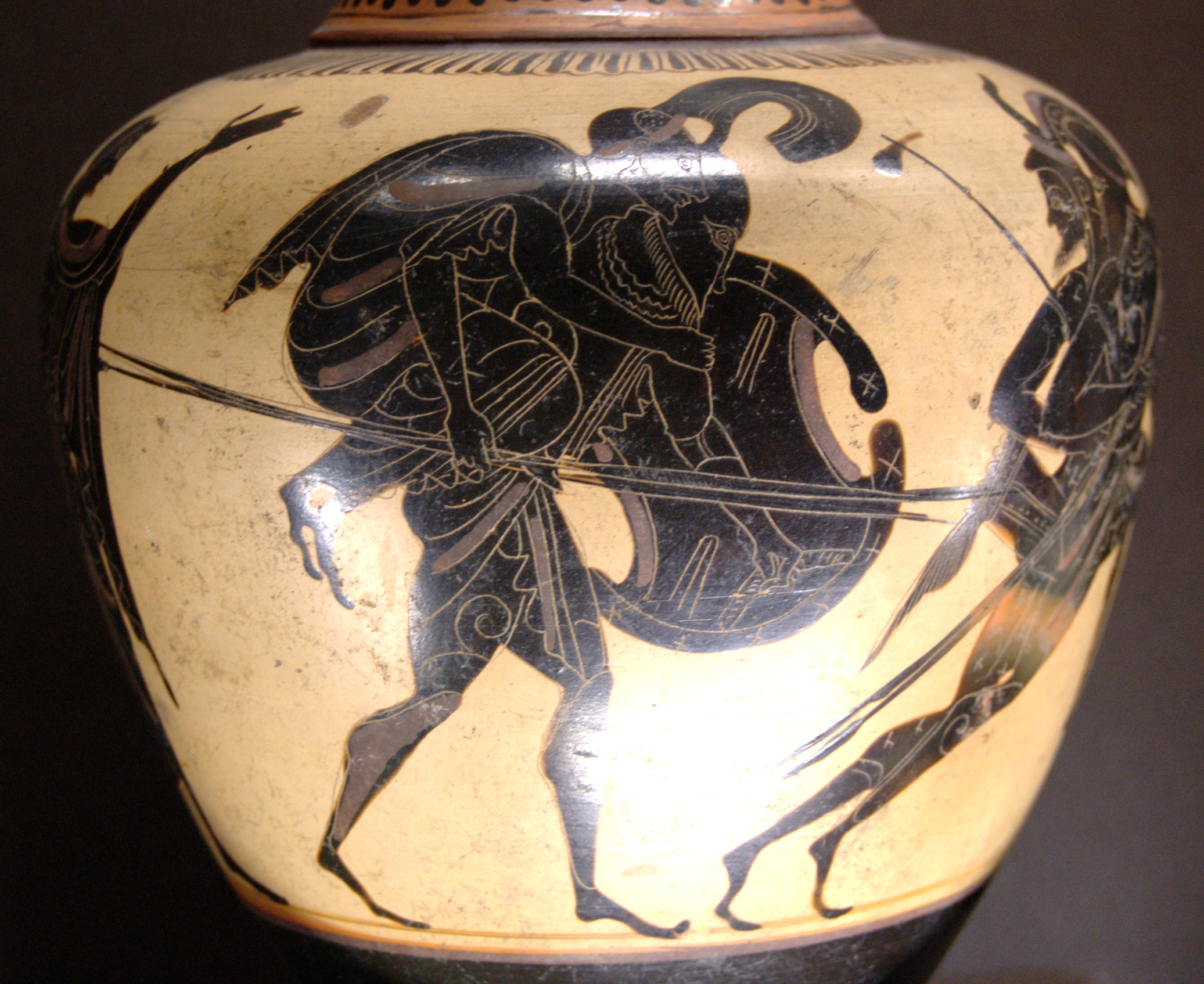
Vaso grego que retrata o momento em que Eneias escapa de Troia com o pai e o filho, Museu do Louvre

Um dos momentos mais importantes na biografia de Anquises foi o encontro com Afrodite, deusa do amor, da sedução e da beleza. Ela se apaixonou por ele e, disfarçada de mortal, o conquistou. Juntos tiveram dois filhos, Eneias e Liro. Certa vez, após beber muito vinho, Anquises revelou a seus amigos que era amante de uma deusa e isso deixou Zeus furioso, que o atingiu com um raio, deixando-o manco.

## Guerra de Troia
Eneias era um dos guerreiros principais de Troia, líder dos dardânios. Após a queda da cidade, coube a ele liderar a fuga de um pequeno grupo de sobreviventes. Enquanto escapava da cidade em chamas, em um gesto de piedade Eneias carregou seu pai nos ombros (Anquises, que já estava velho) enquanto guiava seu filho (Ascânio) com a outra mão. Alguns acreditam que este momento, em que três gerações foram salvas da destruição de Troia, foi obra da deusa Afrodite, que os guiou através da destruição.
Anquises acompanhou o filho Eneias e o restante do povo de Troia em sua viagem até a Itália, onde se estabeleceram. Morreu antes do fim da viagem, em Drépano (atual Trápani), e foi cremado na Sicília, no monte Anquísia, que recebeu este nome em sua homenagem.

## Representações na cultura
A fuga de Eneias e seu pai de Troia é representada, porém ligeiramente distorcida, no filme Troia, de 2004, da Warner Bros e do diretor Wolfgang Petersen, com Brad Pitt no papel de Aquiles. No filme, o príncipe Páris entrega "a espada de Troia" a um jovem que estava fugindo da cidade em chamas (que se identificou como Eneias) ao lado de um velho (que se deduz ser Anquises).